# Chiesa dei Santi Fabiano e Sebastiano (Vermiglio)
La chiesa dei Santi Fabiano e Sebastiano, nota anche come chiesa della Madonna delle Grazie, è una chiesa sussidiaria di Vermiglio, in Trentino, che risale al XIII secolo.

## Storia
La prima citazione dell'edificio religioso risale a documenti dei primi anni del XIII secolo ma è solo quattro secoli dopo che si hanno notizie di importanti lavori di ampliamento e riedificazione della chiesa.
La consacrazione solenne avvenne nel 1649 e fu officiata da Iesse Perchoffer, vescovo ausiliare di Bressanone.
Per un breve periodo, dopo la metà del XIX secolo, venne utilizzata per scopi civili e, nel 1877 fu danneggiata dal grave incendio che interessò tutto il paese. 
Seguirono lavori di restauro e nel 1879 la chiesa fu benedetta e restituita alla comunità.
Alla fine del  il primo conflitto mondiale venne devastata da un nuovo incendio, quindi fu di nuovo restaurata e restituita al culto nel 1923. Nel 1939 fu realizzato nell'abside un grande affresco poi, a partire dal secondo dopoguerra venne restaurata in varie occasioni con tinteggiature, impianti e sistemi di protezione, tra i quali diversi parafulmini sul tetto.